# Nadvojvoda Vilim Austrijski
Nadvojvoda Vilim Franjo Austrijski, poslije Vilim Franjo Habsburško-Lorenski (njem. Erzherzog Wilhelm Franz von Österreich, ukr. Василь Вишиваний, Vasilij Višivanij odnosno Bazilije Protkani; Pula, 10. veljače 1895. - Kijev, 18. kolovoza 1948.), austrijski nadvojvoda, pukovnik ukrajinskih sičkih strijelaca i pjesnik.

## Rani život
Nadvojvoda Vilim bio je najmlađi sin nadvojvode Karla Stjepana i nadvojvotkinje Marije Terezije, princeze Toskane. Rođen je na obiteljskom imanju na otoku Lošinju u Austrijskom primorju (danas Hrvatskoj).

## Vanjske poveznice
- ДО ЖИТТЄПИСУ ВІЛЬГЕЛЬМА ГАБСБУРҐА  Arhivirana inačica izvorne stranice od 20. veljače 2007. (Wayback Machine) (ukr.)
- HABSBURG – LOTRINGEN, archiduque Wilhelm (šp.)
- Archduke Wilhelm von Österreich-Toskana (engl.)